# علامات جوجل
علامات جوجل (بالإنجليزية: Google Bookmarks)‏ هي خدمة تخزين العلامات مجانية على الإنترنت متاحة لأصحاب حسابات جوجل. تتيح الخدمة تخزين مواقع الوب المفضلة وإضافة لصيقات ووسوم إليها، بالإضافة إلى الملاحظات.
يمكن البحث في اللصيقات والملاحظات، ويستطيع المستخدمون الوصول إلى علاماتهم من أي حاسوب عن طريق الولوج إلى حساب جوجل.
يتيح شريط أدوات جوجل الإنشاء السهل للعلامات والوصول السريع إليها في إصدارتي فيرفكس وإنترنت إكسبلورر.
على عكس خدمة ديليشس (المملوك بواسطة ياهو!) الذي يوفر أداة اجتماعية لمشاركة العلامات مع المجتمع؛ هذه الخدمة للاستخدام الشخصي الخاص فقط، ولا يوجد خيار لمشاركة العلامات مع المستخدمين الآخرين، ولا خيار لمشاهدة أكثر الصفحات الموجودة في علامات المستخدمين.